# Hunnaragi, Chikodi
Hunnaragi là một làng thuộc tehsil Chikodi, huyện Belgaum, bang Karnataka, Ấn Độ.